# ダーン・ゴパル・ムカージー
ダーン・ゴパル・ムカージー（Dhan Gopal Mukerji, 1890年7月6日 - 1936年7月14日）は、インド出身の英語で書いた児童文学作家。

## 人物・概略
米国で初めて成功を収めたインド出身の作家。1928年にニューベリー賞を受賞している。カルカッタ大学、東京帝国大学、カリフォルニア大学バークレー校、スタンフォード大学で学んだ。
カルカッタ近郊の村に生まれた。父は弁護士だが音楽家を諦めていた。1910年にダーン・ゴパルは機械工学と織機を学ぶため東京へ留学に出されたが、東京で工場労働者の劣悪な環境にショックを受け、船でサンフランシスコへ渡った。アナキストとしての思想を持ち始めていたムカージーは1914年にスタンフォード大学で哲学の学士号をとる。1916年に二冊の詩集を出す。1920年代にムカージはニューヨークへ移り、旺盛な執筆活動に入る。1922年の『象のカーリー』が最初で、以後児童文学を多作する。1928年には『鳩の物語・ゲイ・ネック』でニューベリー賞を受賞する。
最後は首を吊って自殺しているのを妻が発見した。

## 日本語訳
- 『ぼくとぞうのぼうけん』ムカージイ 著, 白木茂訳, 油野誠一 絵. 講談社 (現代児童名作全集 , 1957
- 『ヒマラヤの伝書ばと』ムカージ著, 白木茂 訳, 小松崎茂 絵. 講談社 (少年少女世界動物冒険全集, 1957
- 『象の王者サーダー』ムカージ著 ; 白木茂 訳 武部本一郎絵 あかね書房 (少年少女世界動物冒険全集, 1964
- 『王さまぞうサーダー』ムカージ 原作, 吉村貞司文, 芝美千世 絵. 日本書房 (幼年動物名作文庫) , 1966
- 『はばたけゲイネック』ムカージ原作, 生源寺美子文, 横内襄 等絵. 集英社 (世界の動物名作 , 1973